# Breviario

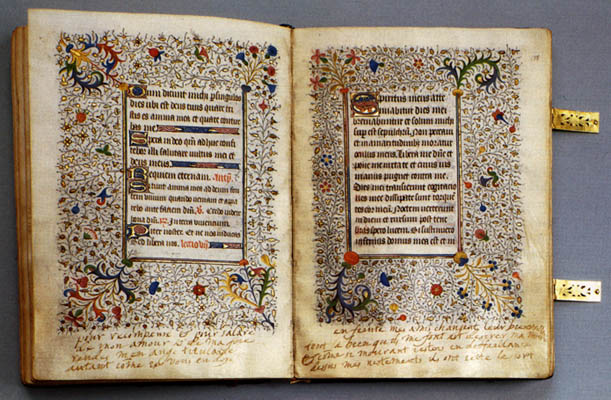
Breviario personal de María I Estuardo, que llevó con ella al patíbulo

Un Breviario (el término proviene del latín «breviarium», sumario o «breviarius», compendio) es un libro de la liturgia religiosa católica que recoge el conjunto abreviado de las obligaciones públicas religiosas del clero a lo largo del año (más allá de la Misa) y que usualmente se contenía en un conjunto de obras mayores que constituían los denominados "libros de horas" para cada periodo del año: Adviento y Navidad, Cuaresma y Pascua y dos libros del  denominado tiempo ordinario (aquel en el año en el que no se celebraban las festividades centrales del nacimiento, pasión, muerte y resurrección de Jesús). En síntesis recoge las oraciones, lecturas bíblicas y salmos que deben ser rezados o recitados en las diferentes horas del día y según el periodo del año. La finalidad es acompañar el rito de la Misa, en la que todo católico debe participar, con la pública manifestación religiosa en forma de plegaria. Su diferencia con el rezo viene dada por su carácter público o comunitario: el breviario se expone y comparte con los demás, mientras que el rezo es un acto privado.
Las primeras ediciones de breviarios fueron de finales del siglo xi y estaban destinadas a facilitar el transporte de los Libros de horas a los clérigos. Con el tiempo, el breviario pasó de ser una obra que reunía y abarcaba otras, para convertirse en libro litúrgico por excelencia, al que se aplicaron normas canónicas de uso y contenido.
La fijación de los textos la realizó, en su primer formato completo, el Concilio de Trento, promulgado por el Papa Pío V y cuya estructura y contenido se mantuvo hasta 1911. Pío X inició la reforma del breviario para acomodarlo a los nuevos tiempos. La última adaptación preconciliar se produjo en 1955.
Después de la reforma del Concilio Vaticano II se establecieron como obligación para todo el clero las Lecturas, los Laudes, la Oración del Día, la de Vísperas y las Completas. Las comunidades religiosas están obligadas a su cumplimiento y los sacerdotes a realizarlo junto a los fieles.

## Otros usos
Además del religioso, el término breviario ha sido usado con distintos significados: desde el ámbito legal, para indicar un conjunto de disposiciones jurídicas que resultan un compendio de otras (Breviario de Alarico), sobre todo en la Hispania visigoda, hasta en la literatura y la filosofía, en muchos casos como sinónimo de breve, resumen o apuntes. 
Por extensión se aplica este nombre al cuerpo de letra de imprenta con el que solían imprimirse estos libros, que equivale a 9 puntos (véase).